# Diamante do Norte
Diamante do Norte este un oraș în Paraná (PR), Brazilia.